# Los Llanos, Tacámbaro
Los Llanos är en ort i Mexiko.   Den ligger i kommunen Tacámbaro och delstaten Michoacán de Ocampo, i den södra delen av landet, 250 km väster om huvudstaden Mexico City. Los Llanos ligger 2 236 meter över havet och antalet invånare är 213.
Terrängen runt Los Llanos är lite bergig. Runt Los Llanos är det ganska tätbefolkat, med 80 invånare per kvadratkilometer. Närmaste större samhälle är Tacámbaro de Codallos, 10,7 km söder om Los Llanos. I omgivningarna runt Los Llanos växer huvudsakligen savannskog.